# Ahmed Samir Farag
Ahmed Samir Farag (arabe : أحمد سمير فرج) est un footballeur égyptien né le 20 mai 1986 en Égypte. Il évolue actuellement au club belge de Lierse.

## Biographie
Après avoir été formé à Al Ahly, il intègre l'équipe réserve du FC Sochaux en 2004. Après cette courte expérience en France, il retourne en Égypte pour signer à l'Ismaily SC. 
Il y reste six ans avant de revenir en Europe et de signer à Lierse.

## Palmarès
- Champion d'Égypte en 2006 avec Al Ahly